# Goran Prpić
Goran Prpić, född den 4 maj 1964 i Zagreb, är en kroatisk tennisspelare.
Han tog OS-brons i herrarnas dubbelturnering i samband med de olympiska tennisturneringarna 1992 i Barcelona.